# Робітнича міліція (Угорщина)
«Робітнича міліція» (угор. Munkásőrség) — парамілітарна організація Угорської соціалістичної робітничої партії в 1957—1989 роках. Створена з метою захисту системи «реального соціалізму» УНР. У силовому протистоянні не застосовувалася, використовувалася для партійного контролю над суспільством і як допоміжна структура підтримки порядку. Розпущена в ході знищення режиму УСРП.

## Створення
Угорська революція 1956 року, яка була придушена тільки завдяки прямому залученню радянських військ, продемонструвала масовість антикомуністичних настроїв в Угорщині і слабкість громадської підтримки правлячого режиму. Щойно прийшла до влади група Яноша Кадара, як було вжито заходів щодо розширення соціальної бази. З одного боку, робилися значні соціально-економічні поступки суспільству, з іншого — зміцнювалися структури політичного контролю. Однією з перших ідей стало створення «Робітничої міліції» — воєнізованого крила УСРП.
Найбільш активно за створення партійної силової структури виступали Ференц Мюнніх і Антал Апро. Янош Кадар також схилявся до впровадження «чехословацького досвіду» в плані потужного збройного формування компартії. Відповідне рішення було прийнято 29 січня 1957. Офіційне оголошення відбулося 18 лютого 1957 від імені президентської ради. 21 березня 1957 (38-ма річниця Угорської радянської республіки) в Будапешті відбувся парад перших загонів Munkásőrség. Командувати «Робітничою міліцією» було призначено генерала Лайоша Халаша, досвідченого силовик з часів підпільної компартії.

## Проблеми

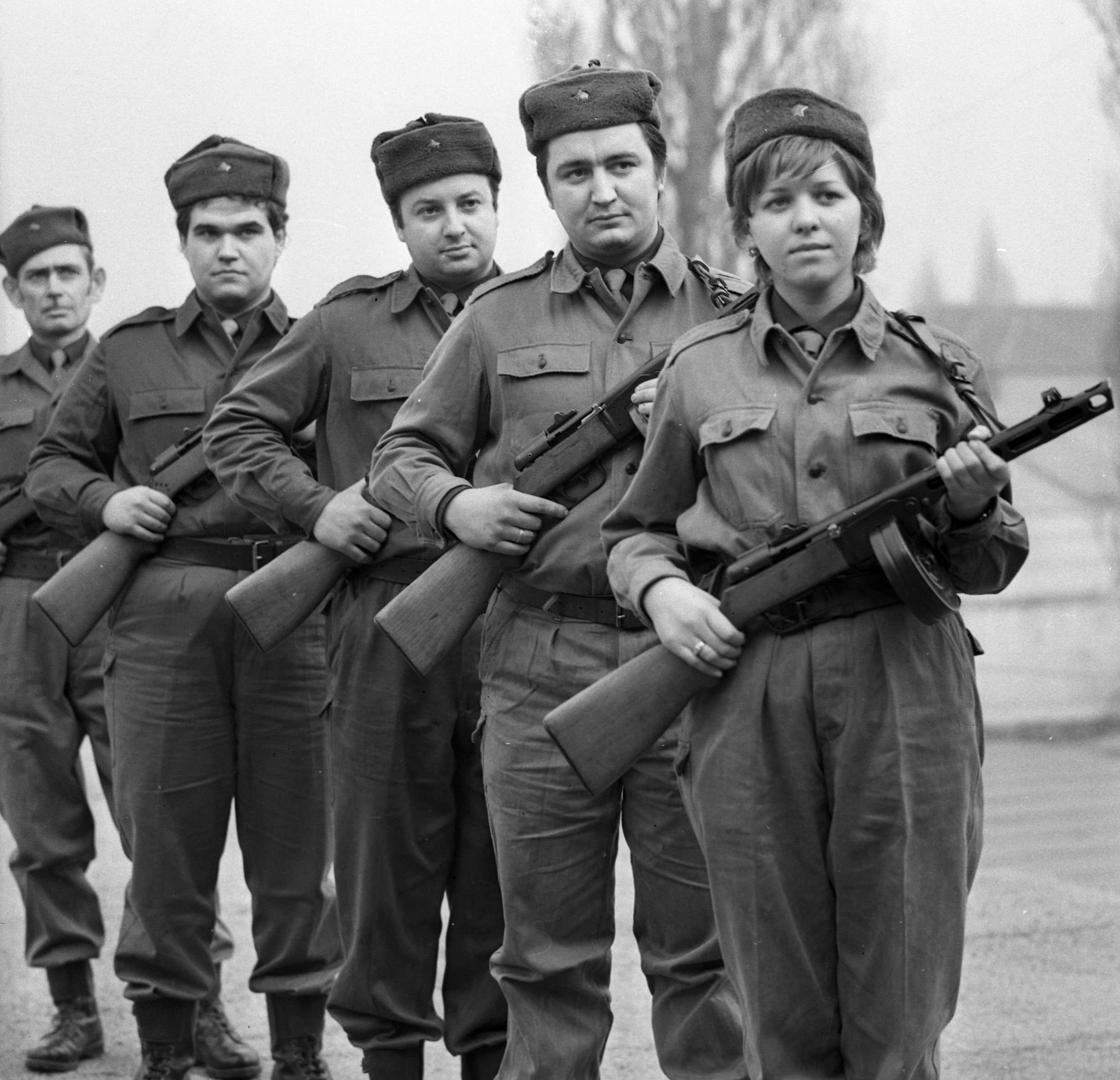
Робітнича міліція

Оперативне командування здійснювали органи МВС, проте політичні рішення, які стосуються функціонування «Робітничої міліції», приймали партійні комітети відповідного рівня. Підкреслювався класовий характер структури та її загальнодержавне значення. Однак з самого початку «Робітнича міліція» сприймалася в країні як «партійна армія» УСРП.
Спочатку «Робітнича міліція» налічувала 20 тисяч чоловік. До 1989 ця цифра збільшилася до 60 тисяч, а бюджетні витрати на структуру досягли 1 мільярда форинтів. При цьому зазначалося, що, незважаючи на підкреслені класові пріоритети, до половини членського складу «Робітничої міліції» припадало на партійно-державних функціонерів, представників інтелігенції та навіть індивідуальних підприємців.
Члени «Робітничої міліції» мали темно-синю уніформу (деякі її елементи нагадували обмундирування НВАК) і проходили військову підготовку. В армійських частинах, на які було покладено навчання Munkásőrség, зверталася увага на відсутність у більшості кандидатів будь-яких навичок поводження зі зброєю. У той самий час, отримавши статус, форму і пістолет (або пістолет-кулемет), деякі «робітничі міліціонери» починали проявляти амбіції: фіксувалися випадки нападів, побиття, іноді самогубства. Проблема набула таких масштабів, що обговорювалася на рівні політбюро ЦК УСРП і особисто Кадара. Існування «Робітничої міліції» доводилося розглядати в контексті «можливих фашистських провокацій». 
Озброєння «Робітничої міліції» було обмежено, посилено правоохоронний контроль. У 1962 генерал Халаш був відсторонений від командування Munkásőrség і замінений генералом Арпадом Паппом. Останній командувач — генерал Шандор Борбелі — займав цей пост у 1980—1989.
«Робітнича міліція» не грала істотної ролі в силових структурах УНР. Бойового застосування не сталося. Ці формування використовувалися для ліквідації наслідків стихійних лих і як допоміжна структура підтримки громадського прорядку (за зразком радянських ДНД). Більш помітною була політична функція — присутність людини в уніформі партійного воєнізованого загону надавала психологічного впливу.

## Розпуск
У 1989 році, після відставки і смерті Кадара, нове партійно-державне керівництво почало демонтаж «реального соціалізму» в Угорщині. У суспільстві виявлялося напружено-негативне ставлення до структури Munkásőrség, «міліціонерів» піддавали жорсткій обструкції. Командування «Робітничої міліції» займало консервативні позиції, але не виявляло  активності. Вносилися пропозиції змінити формулу присяги Munkásőrség, замінивши «служіння соціалізму» «служінням угорській святій короні».
20 жовтня 1989 міністр юстиції Кальман Кульчар видав розпорядження про розпуск «Робітничої міліції». 26 листопада 1989 був проведений загальнонаціональний референдум по чотирьом питанням: порядок обрання президента, конфіскація власності УСРП, розпуск організацій УСРП на підприємствах і в установах, розформування Munkásőrség. За ліквідацію «Робітничої міліції» проголосували майже 95 % виборців.